# Karl Haußmann
Karl Gottlob Friedrich Haußmann (* 22. Juni 1860 in Schwäbisch Gmünd; † 24. Januar 1940 ebenda) war ein deutscher Markscheider, Geomagnetiker und Hochschullehrer.

## Leben
Während seines Studiums wurde er 1881 Mitglied der Burschenschaft Ulmia Stuttgart. Haußmann studierte bis 1886 an der Technischen Hochschule Stuttgart sowie an den Universitäten Leipzig und Tübingen Mathematik, Mechanik und Markscheidekunde und war anschließend Wissenschaftlicher Assistent am Lehrstuhl für Geodäsie und Markscheidekunde in Aachen und Stuttgart. Nachdem er eine gewisse Zeit als Ingenieur tätig gewesen war, wurde er 1896 an der TH Stuttgart Privatdozent. In dieser Zeit heiratete er auch seine Frau Erwine Talmon-Gros. 1899 folgte Haußmann zunächst einem Ruf als ordentlicher Professor für Markscheidewesen an die RWTH Aachen, dann 1915 an die TH Berlin. Nach zehn Jahren in Berlin folgte die Emeritierung und der Umzug in seine Heimatstadt. Im Jahr 1917 wurde er zum Mitglied der Leopoldina gewählt. Nach seinem Tod wurde er auf dem Leonhardsfriedhof bestattet.

## Wirken
Haußmann war dafür bekannt, die Ausbildung der Studenten den sich wandelnden Anforderungen des Bergbaus anzupassen. Er wollte hierzu 1905 ein Institut für angewandte Geophysik in Aachen errichten, was aber an Geldmangel scheiterte. Um dennoch einen gewissen Forschungserfolg auf diesem Gebiet zu erzielen, konzipierte er ein Programm, das mithilfe von anderen Instituten umgesetzt werden konnte, darunter die Vermessung des erdmagnetischen Feldes, insbesondere unter Gesichtspunkten des Bergbaus, seismische Beobachtungen für die Beurteilung der Wirkung von Erdbeben und Verkehrserschütterungen, Messung der Elastizitätskonstante von Gesteinen etc., was 1912 zur Veröffentlichung von Karten der erdmagnetischen Elemente in Deutschland führte. Die Karten Haußmanns waren lange Zeit einzige Quelle dieser Art, weshalb er bis zu seinem Tode an deren Weiterentwicklung mitwirkte. Als besondere Leistung Haußmanns wird heute die Vermessung des erdmagnetischen Feldes in Süddeutschland gesehen, so im Jahr 1904 im Nördlinger Ries und 1932 im Steinheimer Becken.

## Ehrungen
Haußmann wurde mehrfach ausgezeichnet, unter anderem mit: 
- 1907: Roter Adlerorden 4. Klasse[2]
- 1910: Ehrenkreuz des Ordens der Württembergischen Krone[3]
- 1911: Ernennung zum Geheimen Regierungsrat durch König Wilhelm II.[4]
- 17. Dezember 1917: Aufnahme in die Deutsche Akademie der Naturforscher Leopoldina mit der Mitgliedsnummer 3397
- 1920: Ehrendoktorwürde (Dr.-Ing. E.h.) der Technischen Hochschule Aachen[5],
- 1925: Ehrenbürger der Technischen Hochschule Berlin[6].
- 1928: Doktor der montanistischen Wissenschaften ehrenhalber der Montanistischen Hochschule Leoben[7]
- 1930: Ehrenmitglied des Deutschen Markscheider Vereins, in dem Haußmann lange Zeit als Schriftleiter tätig war, anlässlich seines 70. Geburtstags[8]
- 1935: Verleihung der Ehrenbürgerwürde seiner Heimatstadt Schwäbisch Gmünd[9]
- Benennung der Haußmannstraße in der Innenstadt von Schwäbisch Gmünd

## Werke (Auswahl)
- Die erdmagnetischen Elemente von Württemberg und Hohenzollern, gemessen und berechnet für 1. Januar 1901 unter Mitwirkung der K. Württembergischen Meteorologischen Zentralstation, Stuttgart 1903;
- Magnetische Messungen im Ries und dessen Umgebung, in: Abhandlungen der Königlich Preußischen Akademie der Wissenschaften Berlin, 1904, Abh. IV, S. 1–138.
- Das erdmagnetische Störungsgebiet bei Aachen, in: Mitteilungen aus dem Markscheidewesen, NF, H. 7, 1905, S. 32–51.
- Die magnetischen Landesaufnahmen im Deutschen Reiche und magnetische Übersichtskarten von Deutschland für 1912, in: Petermanns geographische Mitteilungen 59, 1. Halbbd., 1913, S. 11–15, 64–68, 119–21, 179–84, 3 Karten: 3, 16 u. 23;
- Neuere magnetische Messungen in Deutschland, in: Mitteilungen aus dem Markscheidewesen, Jahrheft 1925, 1926, S. 31–41.